# أياز صادق
سردار أياز صادق (بالبنحابية والأردية: سردار اياز صادق، ولد في 17 أكتوبر 1954) هو سياسي باكستاني يشغل منصب رئيس الجمعية الوطنية الباكستانية، المجلس الأدنى في البرلمان الفيدرالي، منذ مارس 2024. وهو أحد كبار أعضاء الرابطة الإسلامية الباكستانية (ن) على المستوى الفيدرالي.
وُلِد صادق في لاهور، البنجاب، وشغل سابقًا منصب رئيس الجمعية الوطنية السابع عشر من عام 2013 إلى عام 2018. كما اشتهر صادق بإشرافه على التصويت على اقتراح حجب الثقة عن رئيس الوزراء عمران خان في أبريل 2022؛ وفي اليوم التالي، أشرف على التصويت لانتخاب رئيس الوزراء اللاحق، شهباز شريف. وهو حاليًا عضو في الجمعية الوطنية الباكستانية من الدائرة NA-120 (لاهور-IV)، حيث انتُخب لعضوية الجمعية في كل انتخابات منذ عام 2002.

## الحياة المبكرة والتعليم
وُلِد صادق في 17 أكتوبر 1954 لعائلة أريانية بنجابية في لاهور للشيخ محمد صادق وعطية صادق. كان والده وجده الشيخ سردار محمد من الشخصيات المحلية المؤثرة.
أكمل تعليمه في كلية أيتشيسون، لاهور. وكان من بين زملائه في كلية أيتشيسون كل من عمران خان، ونثار علي خان، وبرويز ختك، وسردار أختر منغال ، وذو الفقار علي مجسي. حصل صادق على درجة في التجارة من كلية هايلي بجامعة البنجاب عام 1975.

## المسيرة السياسية

### حركة إنصاف الباكستانية
بدأ صادق مسيرته السياسية كعضو في حركة إنصاف باكستان (PTI) في أواخر التسعينيات عندما كان صديقًا مقربًا لرئيس حركة إنصاف عمران خان. ترشح صادق لمقعد الجمعية الإقليمية للبنجاب كمرشح لحركة إنصاف في الانتخابات العامة الباكستانية عام 1997 من الدائرة الانتخابية PP-121 لاهور لكنه لم ينجح. حصل على 4541 صوتًا وخسر المقعد أمام الرابطة الإسلامية الباكستانية (ن) (PML-N).

### رابطة مسلمي باكستان (ن)
غادر صادق حزب حركة الإنصاف الباكستانية في عام 1998 بسبب خلافاته مع عمران خان وانضم إلى حزب الرابطة الإسلامية الباكستانية (ن) في عام 2001.
انتُخب صادق لعضوية الجمعية الوطنية الباكستانية كمرشح عن حزب الرابطة الإسلامية الباكستانية (ن) من الدائرة الانتخابية NA-122 (لاهور-V) في الانتخابات العامة عام 2002، متغلبًا على عمران خان. وزعم صادق "أنه كان انتصارًا كبيرًا حيث كان زعيمه نواز شريف في المنفى وبرويز مشرف، أحد المساعدين المقربين لعمران خان في ذلك الوقت، في السلطة". وخلال فترة عمله كعضو في الجمعية الوطنية، ظل عضوًا في اللجان الدائمة للجمعية الوطنية المعنية بالسكك الحديدية، والمالية والإنتاج الدفاعي.
أعيد انتخاب صادق لعضوية الجمعية الوطنية كمرشح عن حزب الرابطة الإسلامية الباكستانية (ن) من الدائرة الانتخابية NA-122 (لاهور-V) في الانتخابات العامة عام 2008. وخلال فترة عمله كعضو في الجمعية الوطنية، أصبح رئيسًا للجان الدائمة للجمعية الوطنية المعنية بالسكك الحديدية.
أعيد انتخاب صادق لعضوية الجمعية الوطنية كمرشح عن حزب الرابطة الإسلامية الباكستانية (ن) من الدائرة الانتخابية NA-122 (لاهور-V) في الانتخابات العامة الباكستانية عام 2013، بعد هزيمته لعمران خان. في يونيو 2013، انتُخب صادق رئيسًا للجمعية الوطنية الباكستانية.
في عام 2015، زعم عمران خان حدوث تزوير في دائرة صادق التي فاز منها صادق في انتخابات عام 2013. وبعد ذلك، عزلت لجنة الانتخابات الباكستانية صادق من منصبه وأمرت بإعادة الاقتراع في الدائرة. في أكتوبر 2015، احتفظ صادق بمقعده في الجمعية الوطنية بفوزه على مرشح حزب حركة الإنصاف الباكستانية في الانتخابات الفرعية وأعيد انتخابه للجمعية الوطنية للمرة الرابعة. في نوفمبر 2015، احتفظ صادق بمنصبه كرئيس للجمعية الوطنية بإعادة انتخابه للمرة الثانية وأصبح أول شخص يتم انتخابه رئيسًا للجمعية الوطنية للمرة الثانية خلال فترة ولاية نفس الحكومة في باكستان.
أعيد انتخابه للجمعية الوطنية كمرشح لحزب الرابطة الإسلامية الباكستانية (ن) من الدائرة الانتخابية NA-129 (لاهور السابعة) في الانتخابات العامة الباكستانية عام 2018. في 15 أغسطس 2018، تم استبداله بأسد قيصر كرئيس للجمعية الوطنية.
يُعتبر عمومًا سياسيًا هادئ الحديث وهادئًا في باكستان.
في عام 2020، زعم أن وزير الخارجية سيد محمود قرييشي كان "يرتجف خوفًا" وأصر على إطلاق سراح الطيار أبيناندان فارتامان الذي أُسر خلال النزاع الباكستاني الهندي 2019، لتفادي غزو هندي. أثارت هذه القضية جدلًا واسعًا، وقوبل بانتقادات لاذعة من العلاقات العامة للجيش الهندي والحكومة الباكستانية، التي وصفت تصريحاته بأنها "غير مسؤولة" وطالبت باعتذار. وتطرق صادق إلى هذا الجدل، مضيفًا أن تصريحه كان مُحرّفًا. وأضاف صادق أن "أبيناندان فارتامان لم يأتِ إلى باكستان لتوزيع الحلوى؛ بل هاجمها، وكان إسقاط طائرته انتصارًا لباكستان".
في خضم الأزمة السياسية التي اندلعت في باكستان في أبريل/نيسان 2022، عندما استقال رئيس مجلس النواب ونائبه، طُلب منه إجراء تصويت على اقتراح بسحب الثقة من رئيس وزراء باكستان عمران خان.